# 穆日瑪尼石經牆
穆日瑪尼石經牆位於四川省甘孜藏族自治州石渠縣，文物遺址年代判定為唐至清。2007年6月1日公佈為四川省第七批文物保護單位。2013年3月5日列為第七批全國重點文物保護單位。
- 穆日玛尼石经墙
- 穆日玛尼石经墙
- 白玛格桑法王给穆日玛尼石经墙开光